# Wissenschaftsjahr 1517
Liste der Wissenschaftsjahre

◄◄ | ◄ | 1513 | 1514 | 1515 | 1516 | Wissenschaftsjahr 1517 | 1518 | 1519 | 1520 | 1521 | ► | ►►

Weitere Ereignisse
Dieser Artikel behandelt das Wissenschaftsjahr 1517.

## Ereignisse

### Biowissenschaften

#### Medizin

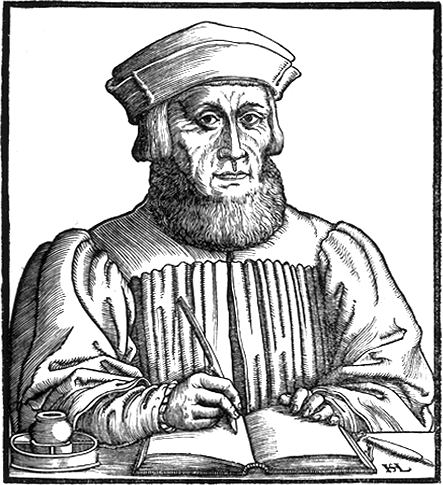
Johannes Aventinus

- Juli: Der Englische Schweiß, eine sehr ansteckende Erkrankung unklarer Ursache mit meist tödlichem Ausgang, tritt zum dritten Mal epidemisch auf. Oxford und Cambridge haben ebenso wie andere Städte viele Todesopfer, in einigen Städten angeblich die Hälfte der Bevölkerung. Es gibt Berichte, wonach sich die Krankheit bis nach Calais und Antwerpen verbreitet. Bis auf diese Ausnahmen bleibt sie wie die ersten beiden Ausbrüche auf England beschränkt.
- Hans von Gersdorff veröffentlicht in Straßburg das medizinische Lehrbuch Feldbuch der Wundarzney, das mit Holzschnitten, die Hans Wechtlin zugeschrieben werden, illustriert ist. Gersdorffs Buch findet weite Verbreitung und ist für viele Jahre die wichtigste Grundlage der Chirurgie in Europa. Speziell wegen seiner Ausführungen zur Amputation von Extremitäten hat es einen hohen Bekanntheitsgrad. Gersdorff hat dabei mindestens 200 solcher Amputationen selbst durchgeführt.

Bildtafeln aus dem „Feldbuch der Wundarzney“
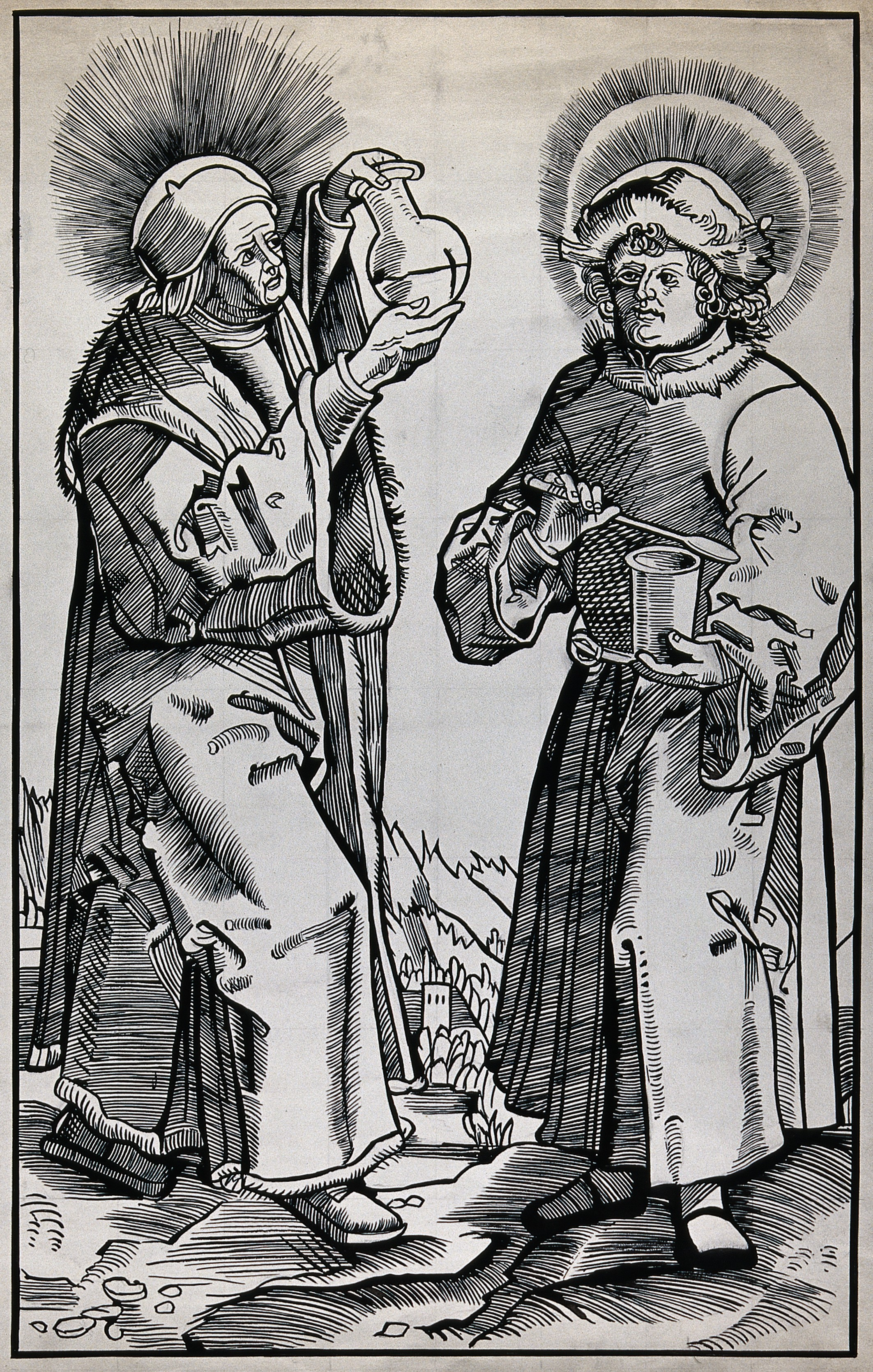
Innentitelbild zum Feldbuch
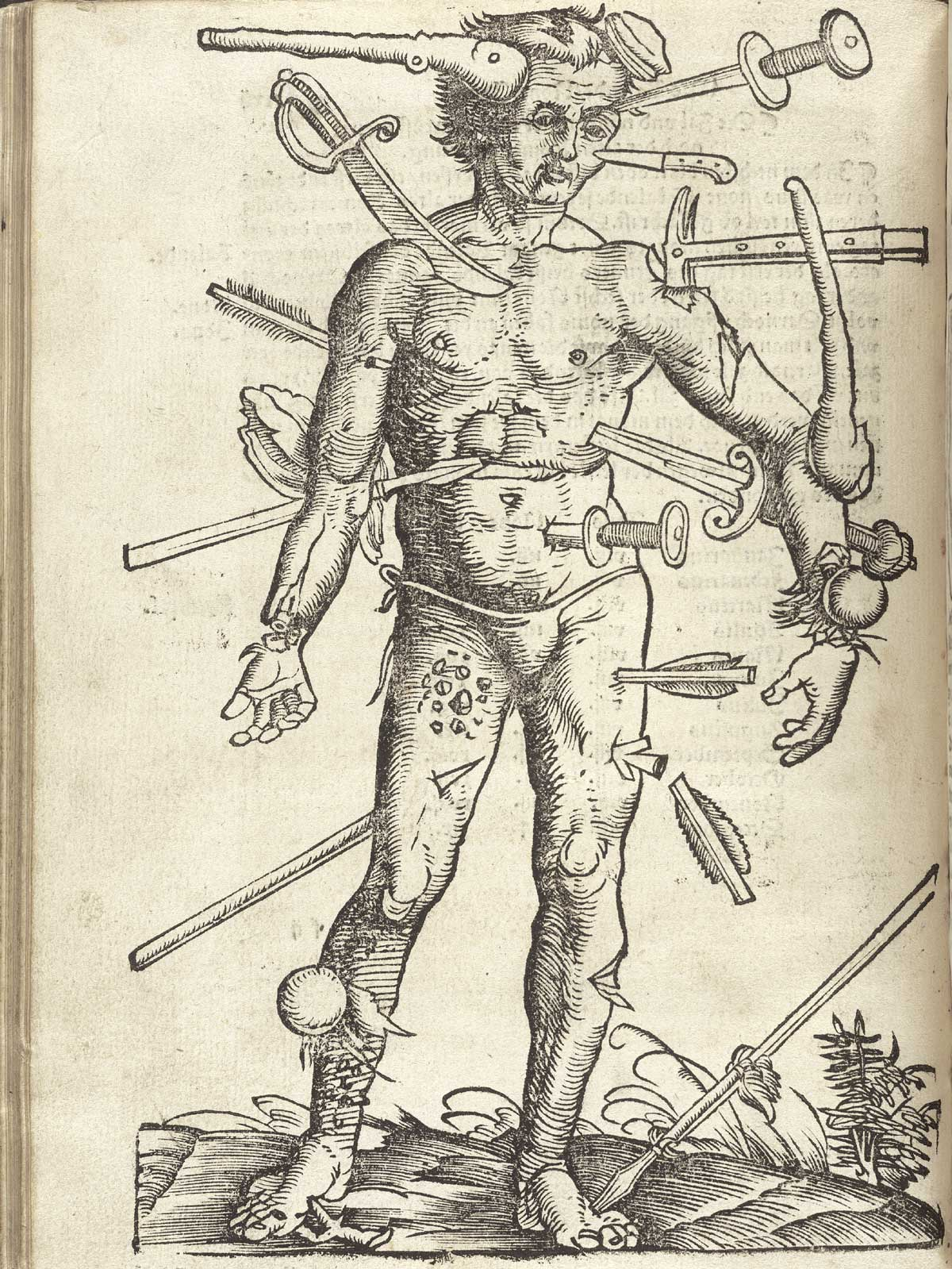
Der verwundete Mann
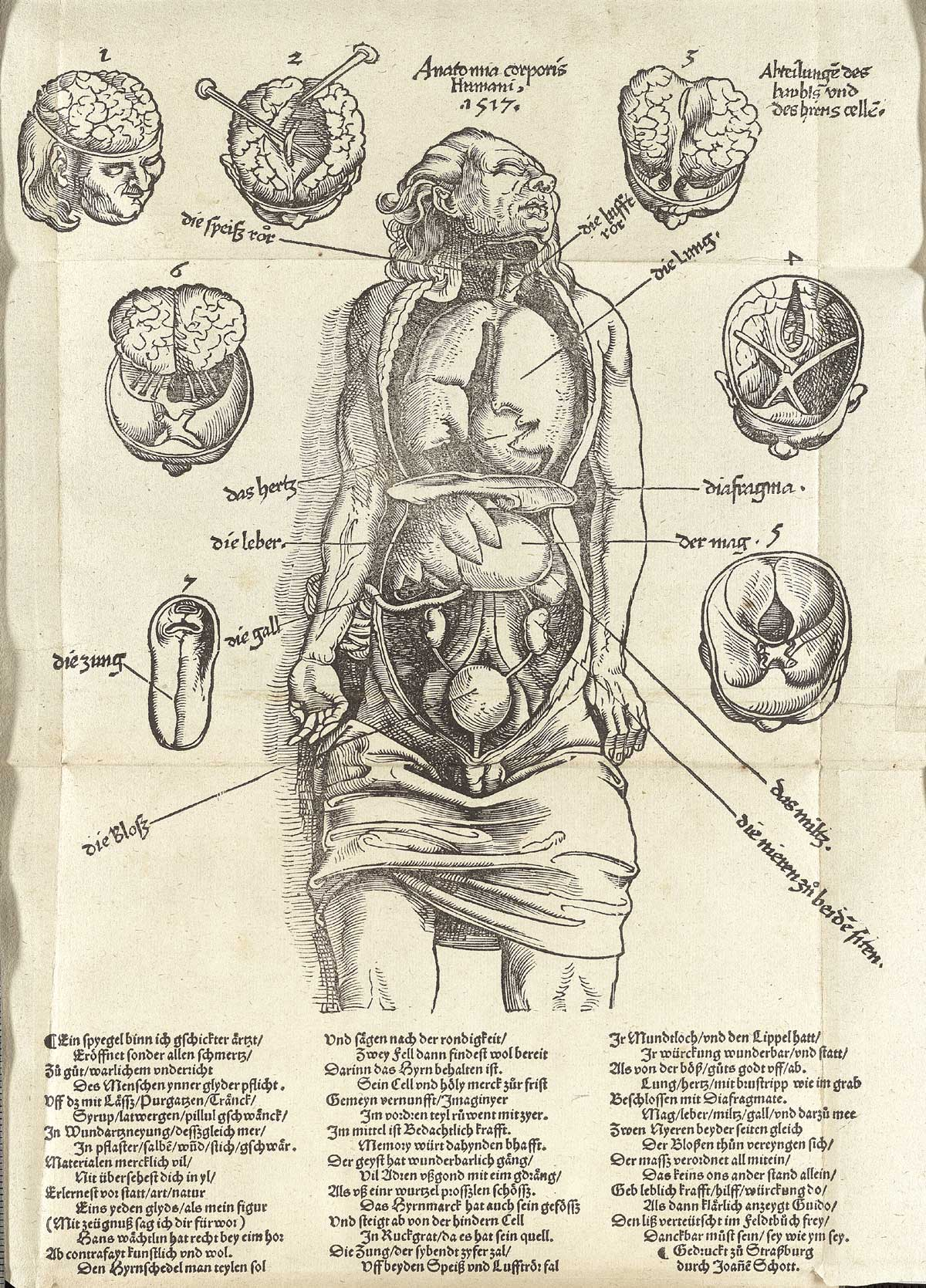
Die Eingeweide
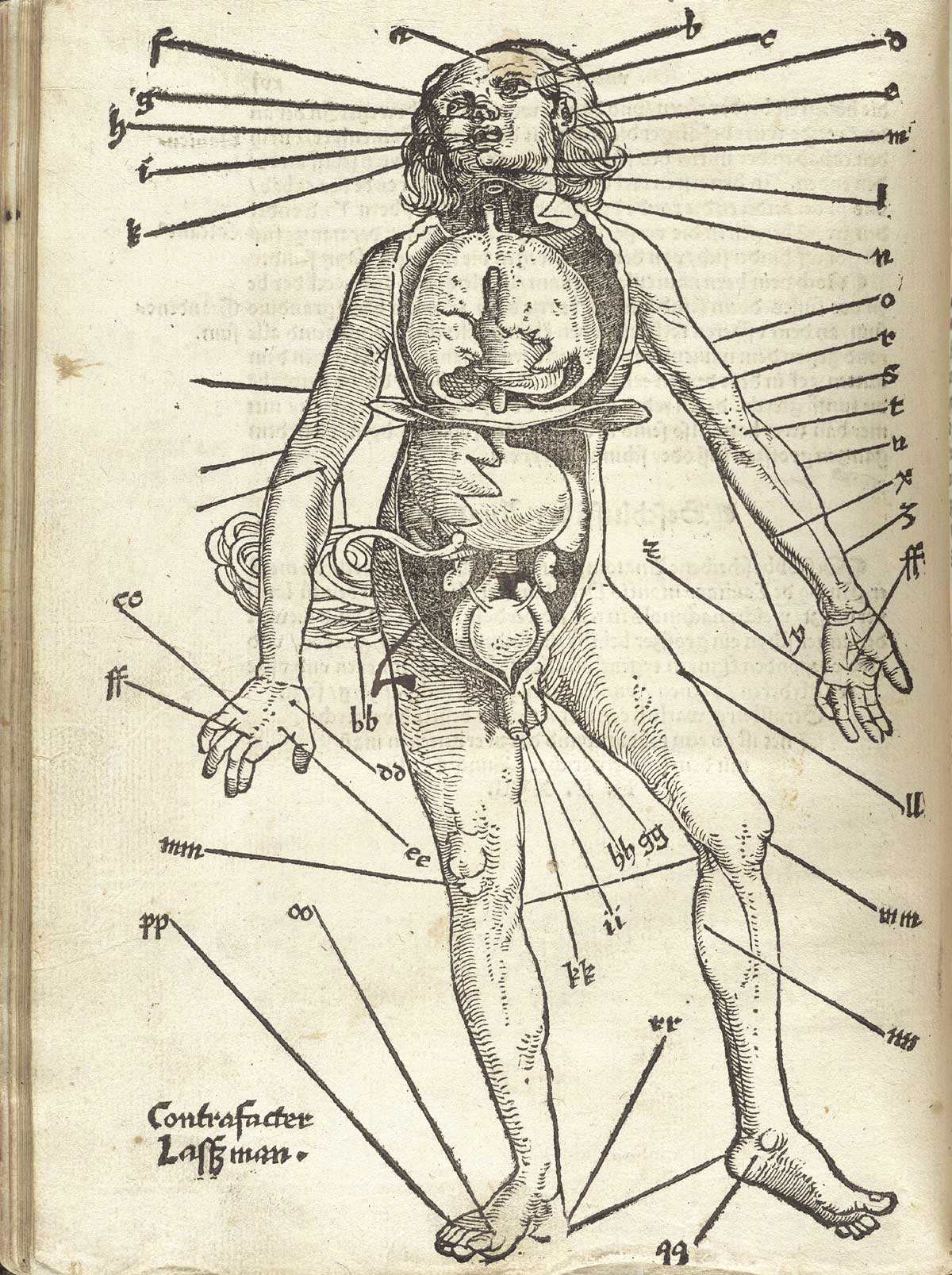
Der Aderlassmann
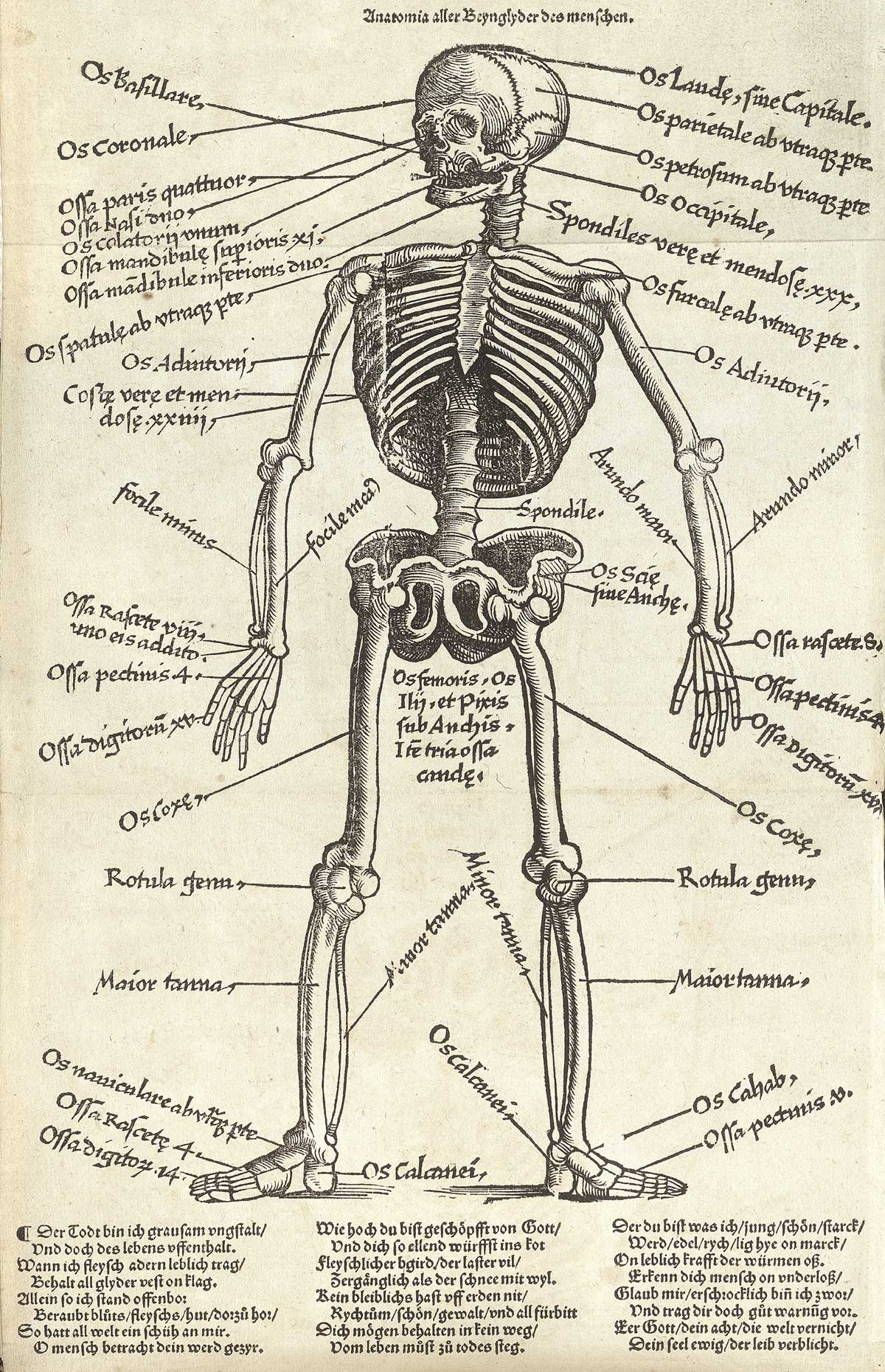
Die Knochenanatomie
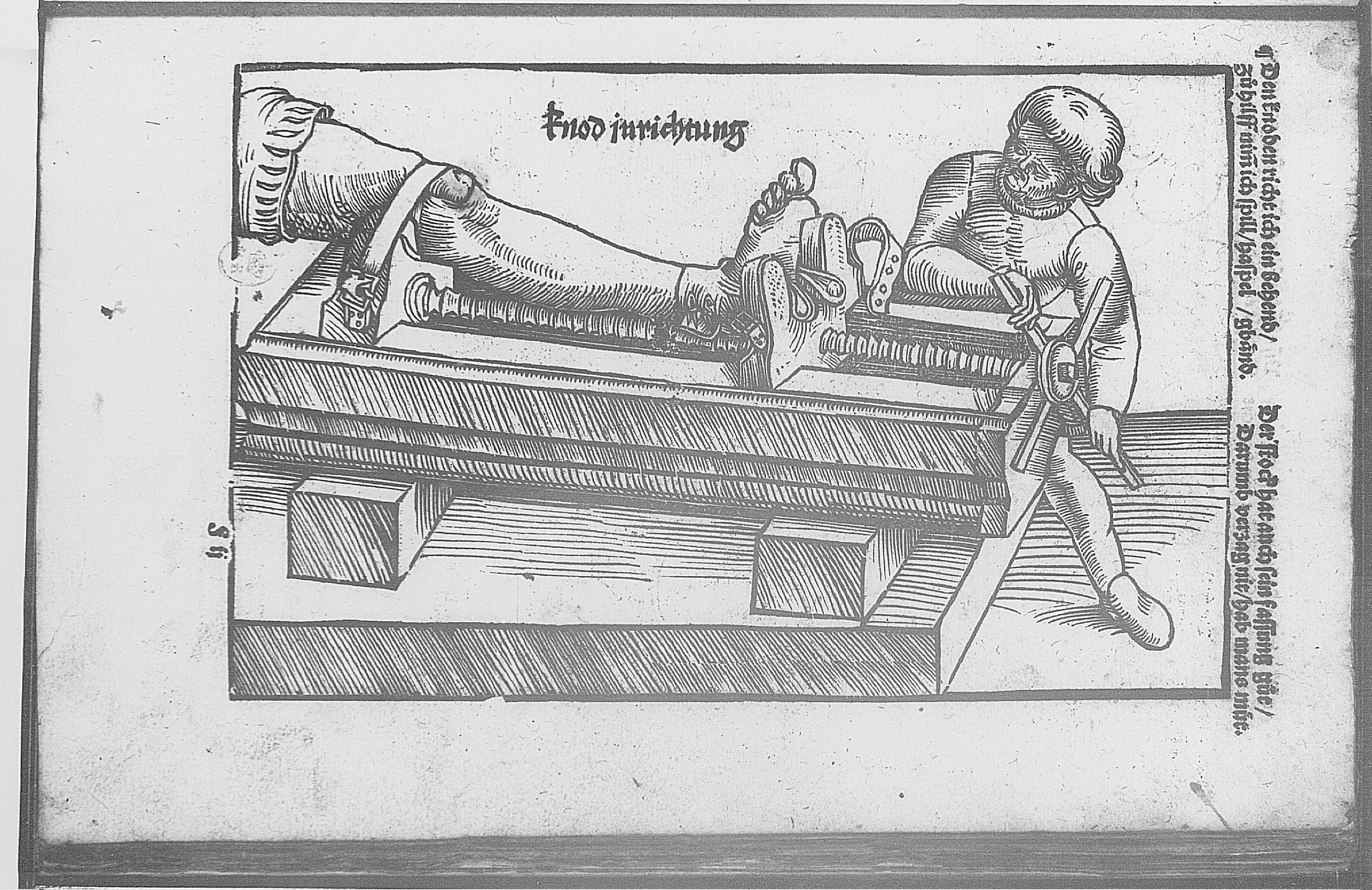
Streckapparatur zur Gelenkeinrichtung
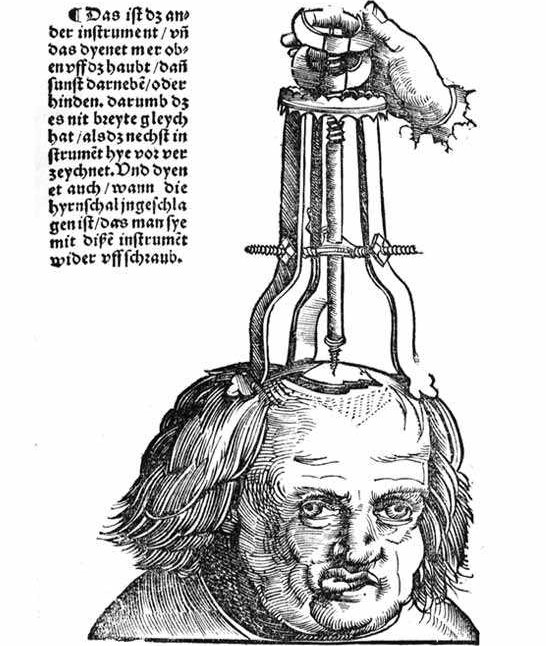
Behandlung einer Schädelwunde
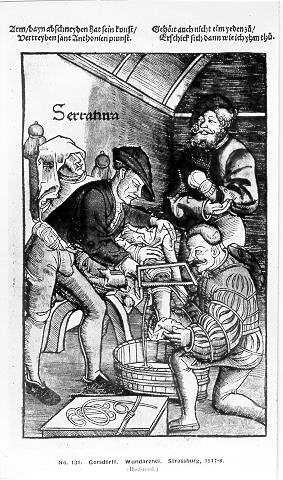
Amputation

## Erstveröffentlichungen
- Johannes Aventinus erstellt für das Studium des bayerischen Herzogssohns Ernst eine systematische Darstellung der Wissenschaften, die er unter dem Namen Encyclopedia orbisque doctrinarum, hoc est omnium artium, scientiarum, ipsius philosophiae index ac divisio seinem Werk rudimenta grammaticae als Anhang hintanstellt. Es ist die erste gedruckte selbständige Abhandlung, die den Titel Enzyklopädie trägt.

## Gründungen
- August: Der wohlhabende Humanist Hieronymus Buslidius gründet, inspiriert durch Erasmus von Rotterdam, mit seinem letzten Willen das Collegium Trilingue in Löwen zum Studium der drei heiligen Sprachen Hebräisch, Griechisch und Latein.

## Geboren

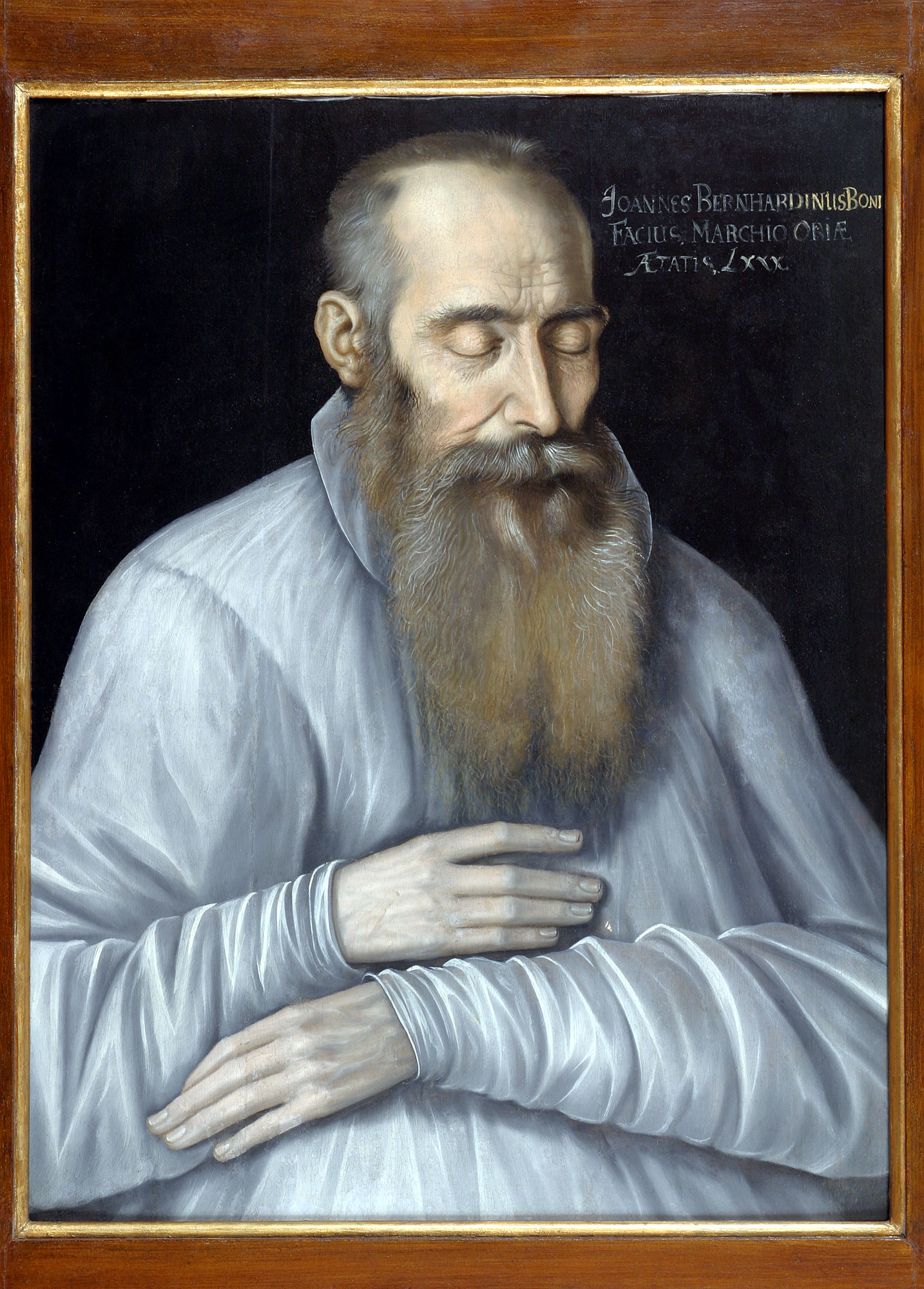
Giovanni Bernardino Bonifacio; * 25. April

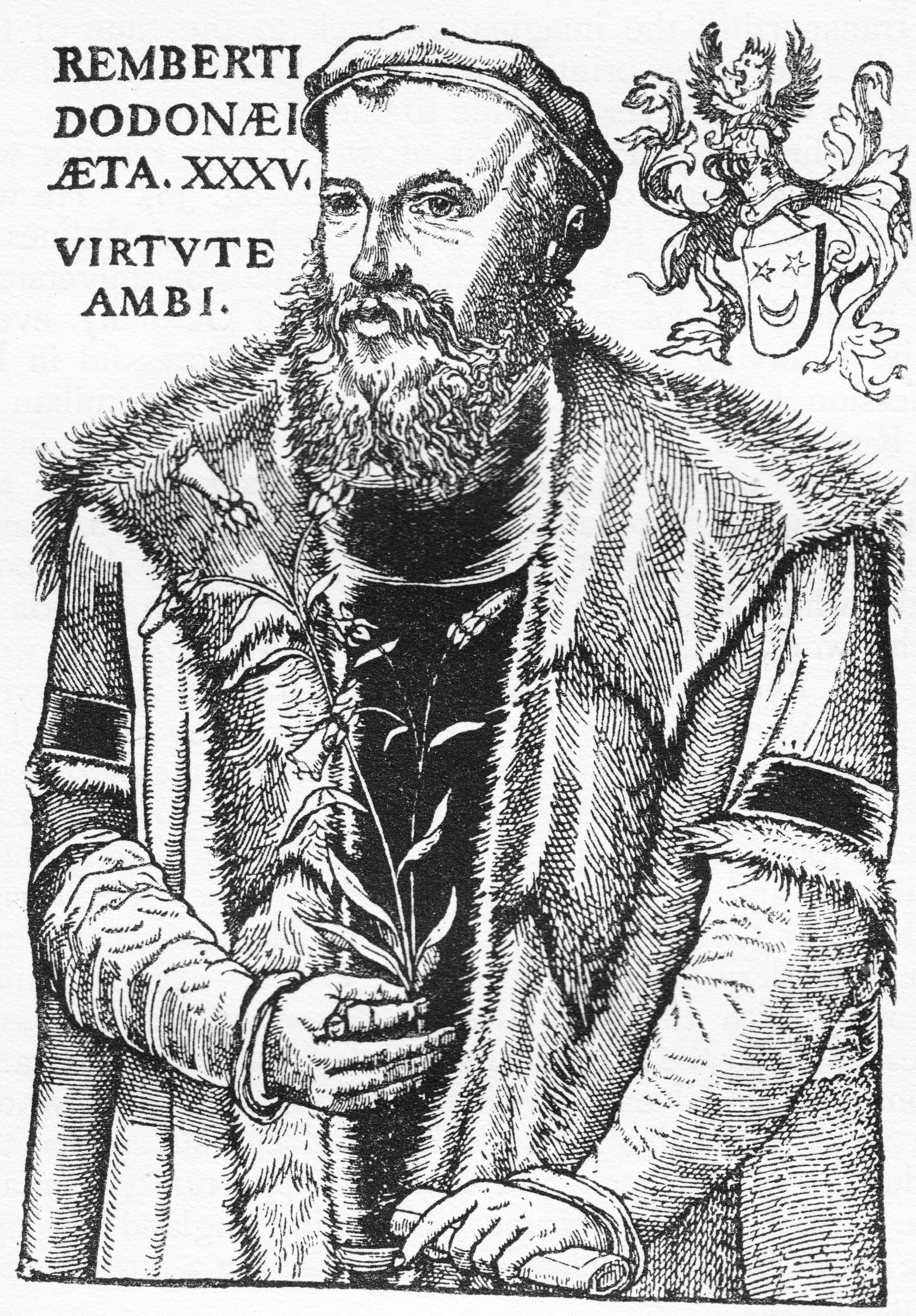
Rembert Dodoens; * 29. Juni

### Geburtsdatum gesichert
- 25. April: Giovanni Bernardino Bonifacio, italienischer Graf, Humanist, Buchsammler, Bibliothekar und Gründer der Stadtbibliothek Danzigs († 1597)
- 25. Juni: Georg Aemilius, deutscher Theologe und Botaniker († 1569)
- 29. Juni:  Rembert Dodoens, flämischer Botaniker und Arzt († 1585)
- 25. Juli: Jacques Peletier, französischer Literat, Humanist, Jurist, Mediziner und Mathematiker († 1582)
- 06. September: Francisco de Holanda, portugiesischer Maler, Architekt, Antiquar, Historiker und Kunsttheoretiker († 1585)

### Genaues Geburtsdatum unbekannt
- Pierre Belon, französischer Naturforscher und Botaniker († 1564)

- Christoph Entzelt, deutscher evangelischer Geistlicher und Historiker († 1583)

- He Xinyin, chinesischer Philosoph des Neokonfuzianismus und Autor († 1579)

### Geboren um 1517
- 1514/1517: Francisco Hernandez de Toledo, spanischer Arzt und Naturforscher († 1587)
- 1516/1517: Germain Vaillant de Guélis, französischer Jurist, katholischer Geistlicher, Bischof von Orléans und Altphilologe († 1587)

## Gestorben

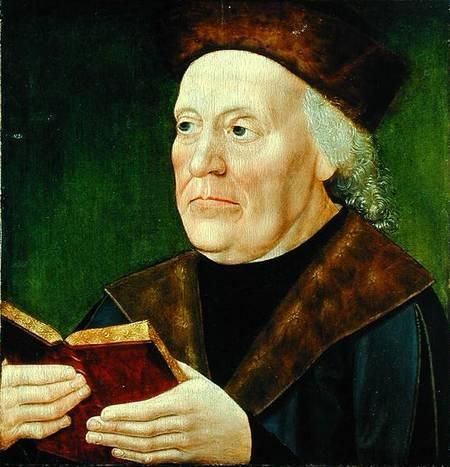
Hermann Langenbeck; † 1. Mai

### Todesdatum gesichert
- 12. Januar: Giovanni Francesco Fortunio, italienischer Humanist, Romanist und Grammatiker (* um 1470)

- 02. April: Pere Miquel Carbonell, katalanischer Historiker, Notar, Dichter und Humanist (* 1434)

- 01. Mai: Hermann Langenbeck, Jurist und Bürgermeister von Hamburg (* 1452)

- 02. Oktober: Johannes Murmellius, niederländischer Gelehrter, Philologe, Dichter und Humanist (* um 1480)
- 25. Oktober: Marcus Musurus, griechisch-italienischer Gelehrter (* um 1475)

- 07. Dezember: Albert Krantz, deutscher Historiker (* 1448)

### Genaues Todesdatum unbekannt
- Francisco Hernández de Córdoba, spanischer Konquistador und Entdecker (* unbekannt)
- Paulus Niavis, deutscher Humanist, Pädagoge, Schriftsteller und Beamter (* um 1460)
- Luca Pacioli, italienischer Mathematiker und Franziskaner (* um 1445)

- Ludovico de Varthema, italienischer Entdeckungsreisender und Schriftsteller (* um 1470)